# اس‌اس عربی (۱۸۸۱)
اس‌اس عربی (۱۸۸۱) (به انگلیسی: SS Arabic (1881)) یک کشتی بود که طول آن ۴۳۰٫۱۶۷ فوت (۱۳۱٫۱۱۵ متر) بود. این کشتی در سال ۱۸۸۱ ساخته شد.